# Potępa
Potępa (deutsch Potempa, 1936–1945 Wüstenrode) ist ein Dorf der Landgemeinde Krupski Młyn im Powiat Tarnogórski der Woiwodschaft Schlesien in Polen. Zum Schulzenamt Potępa gehört der Ort Odmuchów (Ottmuchow/Ottwald). Auf dem Gebiet des Schulzenamts liegen zwei ehemalige Bahnhöfe.

## Geographie

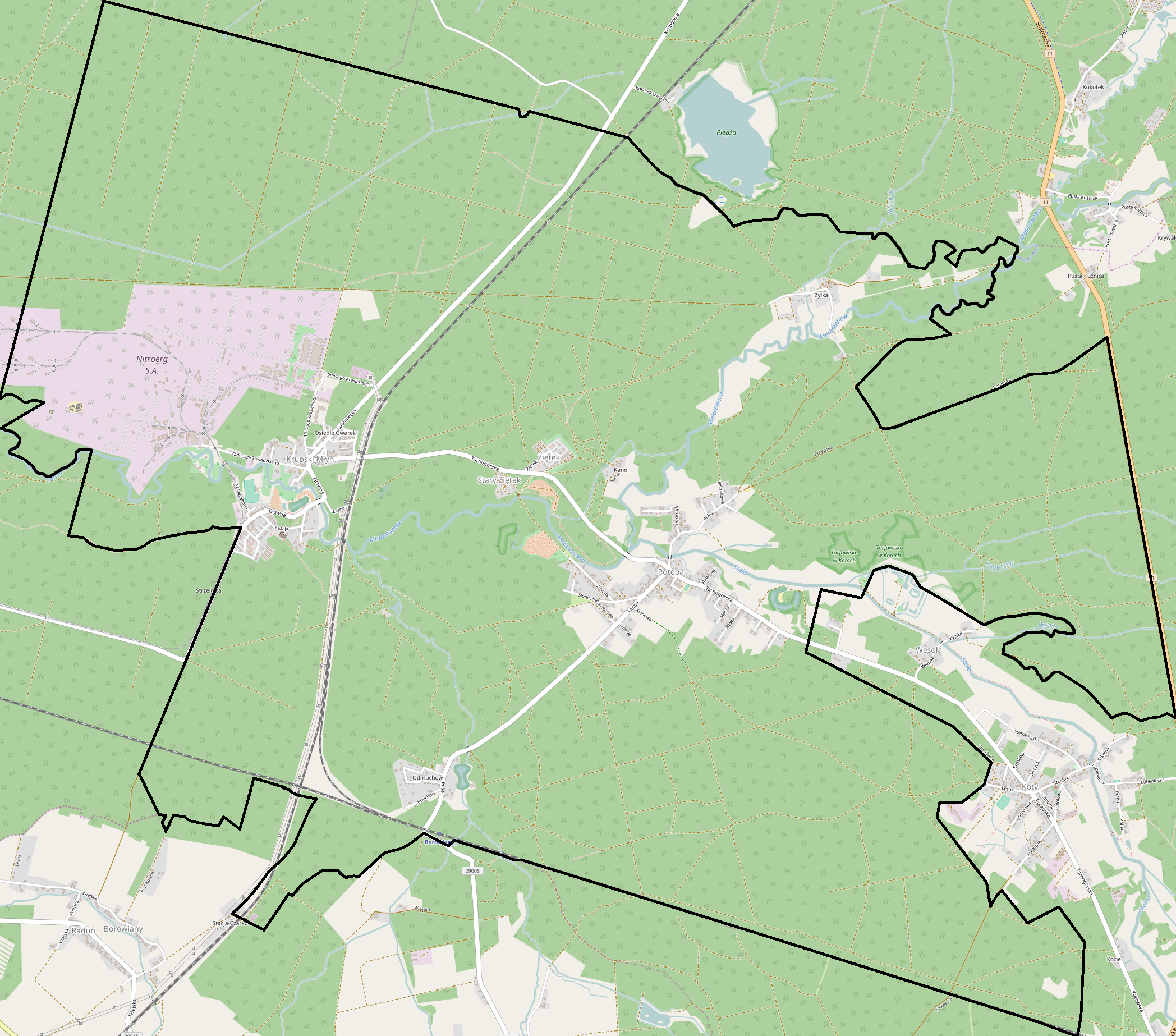
Karte der Gmina

Potępa liegt im Westen der Woiwodschaft. Die Woiwodschaft Opole ist zwei Kilometer entfernt. Die Kreisstadt Tarnowskie Góry (Tarnowitz) liegt 30 Kilometer, Katowice (Kattowitz) etwa 50 Kilometer südöstlich. Nachbarorte sind der Sitz der Gemeinde Krupski Młyn (Kruppamühle) im Westen, Koty (Kottenlust) im Südosten und Odmuchów im Südwesten.
Der Ort liegt im schlesischen Tiefland auf einer Höhe von 244 m n.p.m. Zu den Gewässern gehören die Mała Panew (Malapane) und ihr Zufluss, die 14,6 Kilometer lange Piła (auch Liganzja, Piela/Liganzie-Graben). Die mäandrierenden Läufe beider Gewässer sind in der Region einzigartig. Der Waldteich Borowiany bei Odmuchów ist seit September 1995 ein ökologisches Schutzgebiet mit einer Fläche von 2,1 Hektar. erfasst. Die Gelbe Teichrose gehört zu den geschützten Arten. Der Teich ist durch aufstauen der Piła entstanden. Das Umland der Orte ist reich bewaldet, 80,3 Prozent der Gemeindefläche sind von Wäldern bedeckt. Neben dem vorherrschenden Nadelwald sind die Wasserläufe von Ufer- und Erlenwaldgesellschaften gesäumt.

## Geschichte
Nach dem Ersten Schlesischen Krieg 1742 kam die Region von den Habsburgern an das Königreich Preußen. In der seit 1815 bestehenden Provinz Schlesien wurde im Januar 1874 die Kreisordnung eingeführt. Im März wurden Amtsbezirke gebildet. Die Landgemeinde Potempa im Kreis Tost-Gleiwitz kam zum Amtsbezirk Tworog (Nr. 9). Zuständiges Amtsgericht war ab 1879 Tost.
Bei der Volksabstimmung in Oberschlesien am 20. März 1921 stimmten 93 Wahlberechtigte für einen Verbleib bei Deutschland und 275 für Polen. Auch im Landkreis Tost-Gleiwitz gab es eine Mehrheit für Polen, dennoch blieb der Landkreis beim Deutschen Reich. Die neue Staatsgrenze verlief etwa zehn Kilometer östlich. Im Januar 1931 wurde die Landgemeinde Ottmuchow im Amtsbezirk Langendorf (Nr. 8) in die Landgemeinde Potempa eingemeindet. Der Ort Ottmuchow verblieb noch bis Juni 1932 im Amtsbezirk Langendorf. Auf dem Gebiet der Landgemeinde an der 1858 fertiggestellten Bahnstrecke Tarnowitz–Oppeln wurde 1933 der Bahnhof Ottmuchow (ab Oktober 1936 Ottwald) eröffnet. In Potempa lebten 1933 820 Einwohner.
In Potempa ermordeten fünf uniformierte SA-Leute in der Nacht vom 9. auf den 10. August 1932 den Kommunisten Konrad Pietrzuch. Gegen die Mörder von Potempa wurde zunächst ein Todesurteil verhängt, das jedoch nach einer Solidaritätsbezeugung von Hitler elf Tage später in lebenslängliche Gefängnishaft umgewandelt wurde. Nach der Machtergreifung der Nationalsozialisten wurden die Täter von der Regierung Hitler am 2. März 1933 freigelassen.
Am 12. Februar 1936 wurde der Ort in Wüstenrode umbenannt. In Wüstenrode lebten 1939 863 Einwohner.
Als Folge des Zweiten Weltkriegs fiel Potempa/Wüstenrode 1945 an Polen und erhielt den amtlichen Namen Potępa. Vom ehemaligen Regierungsbezirk Oppeln kam die Region 1946 an die Woiwodschaft Schlesien und 1950 an die kleinere Woiwodschaft Katowice, die von 1953 bis 1956 in Woiwodschaft Stalinogrodzkie umbenannt wurde. Das Schulzenamt gehörte zur Landgemeinde Tworóg im Powiat Tarnogórski, die 1953 in Gromadas zerschlagen wurde. Potępa wurde Sitz einer Gromada mit zwei Schulzenämtern.
Die Bahnstrecke Pyskowice–Lubliniec (Peiskretscham–Lublinitz) wurde 1952 eröffnet. Der Bahnhof Czarków ist nach dem gleichnamigen Ort in der Nachbargemeinde Wielowieś benannt, liegt jedoch bei Odmuchów auf dem Gebiet des Schulzenamts Potępa.
Im Jahr 1961 kam Potępa mit Odmuchów zur Osiedle Krupski Młyn, die am 29. November 1972 in die Gmina Krupski Młyn umgewandelt wurde. Diese wurde am 25. Januar 1977 aufgelöst und die Orte in die Landgemeinde Tworóg eingegliedert. Die Woiwodschaft Katowice wurde 1975 im Zuschnitt stark verkleinert und der Powiat wurde aufgelöst. Seit dem 25. Mai 1991 ist die Gemeinde Krupski Młyn mit Potępa wieder eine eigenständige Verwaltungseinheit. Zum 1. Januar 1999 kam die Gemeinde zur Woiwodschaft Schlesien neuen Zuschnitts und wieder zum Powiat Tarnogórski.
Am 25. Mai 1991 wurde die Gemeinde Krupski Młyn wiedergegründet und Potępa wurde wieder der Gemeinde Krupski Młyn zugeordnet. 1999 kam der Ort zum wiedergegründeten Powiat Tarnogórski.
Während die Einwohnerzahl der Landgemeinde Krupski Młyn seit 2005 stetig gesunken ist, ist die Zahl der Einwohner von Potępa sowie der zugehörigen Orte Odmuchów, Kanol und Żyłka von 805 in 2002 auf 958 in 2021 gewachsen. Neben den Schulzenamt befinden sich in Potępa ein Kindergarten, die Grundschule und eine Filiale der Gemeindebibliothek.

## Sehenswürdigkeiten
- Kapelle aus dem Jahr 1672

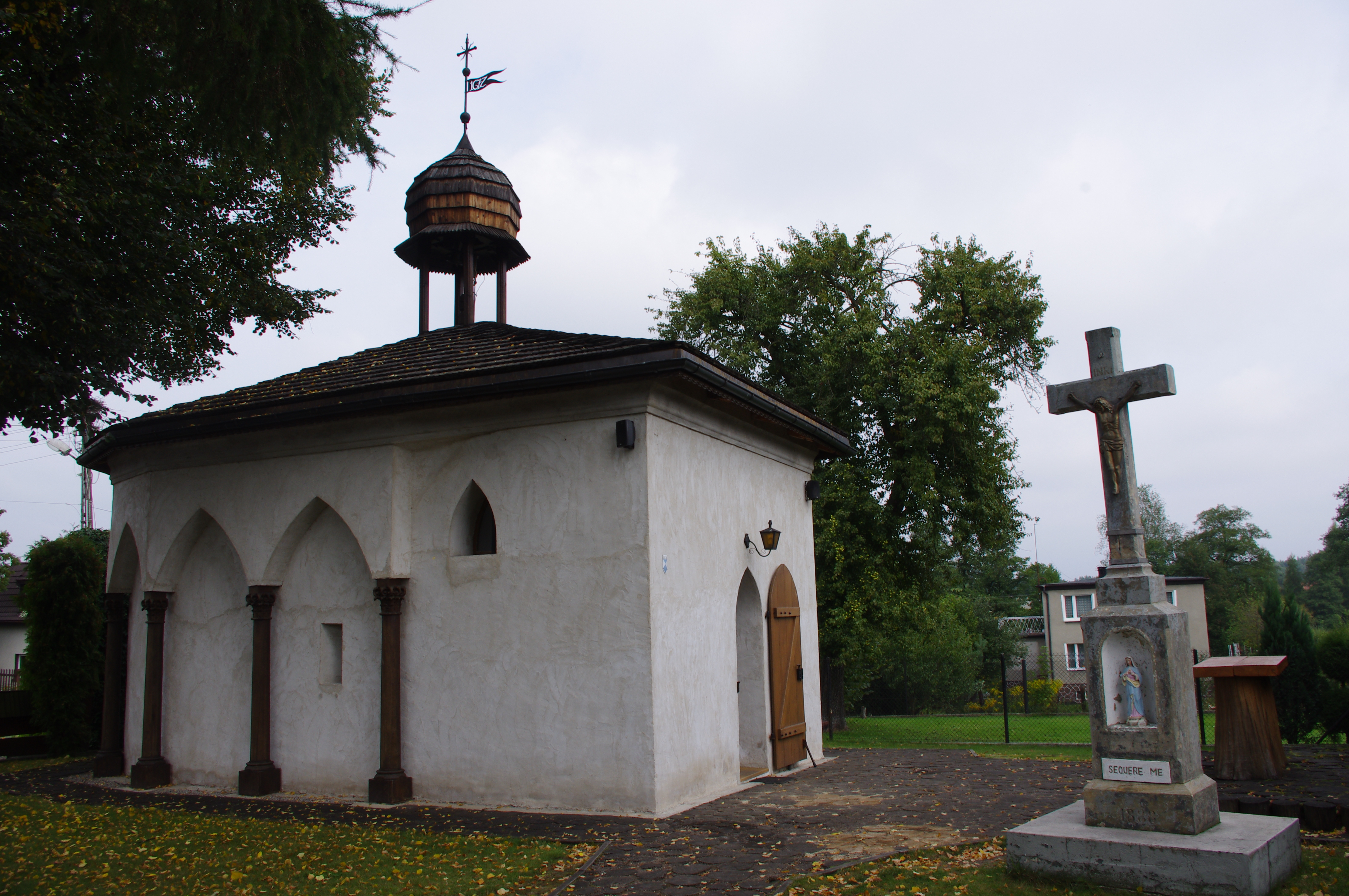
Potempa, Kapelle des Heiligen Grabes

- Gebäude der Grundschule aus dem Jahr 1803

## Verkehr
Eine Powiatstraße führt von Krupski Młyn über Potępa nach Tworóg, wo sie die Landesstraße DK11 erreicht. Eine weitere Straße führt von Potępa über Odmuchów nach Czarków.
Die nächsten Bahnhöfe sind Lubliniec und Tarnowskie Góry. Auf dem Gebiet des Schulzenamts liegen die beiden ehemaligen Bahnhöfe Borowiany und Czarków an den Bahnstrecken Tarnowskie Góry–Opole bzw. Pyskowice–Lubliniec. Sie werden seit Dezember 2011 bzw.seit Oktober 1973 nicht mehr bedient.
Der nächste internationale Flughafen ist Katowice.